# ذئب البحر
ذئب البحر هي رواية مغامرات نفسية للكاتب الأمريكي جاك لندن صدرت عام 1904. بطل الرواية، همفري فان وايدن، هو ناقد أدبي نجا من ارتطام في المحيط، وهو خاضع لهيمنة وولف لارسن، قبطان البحر القوي عديم الأخلاق الذي ينقذه. بيعت أول طبعة من أربعين ألف نسخة مباشرة قبل نشرها، بسبب قوة رواية جاك لندن السابقة، نداء البرية. كتب أمبروز بيرس: «إن الشيء العظيم -وهو من بين أعظم الأشياء- هو ذلك الابتكار الهائل، وولف لارسن... إن إعداد مثل هذه الشخصية وتشكيلها عمل يكفي فترة حياة رجل بأكملها... إن عنصر الحب، مع قمعه السخيف، وسماته المستحيلة، شيء فظيع».

## خلفية
شخصية «وولف لارسن» في الرواية منسوبة إلى بحار حقيقي عرفه لندن، القبطان أليكس ماكلين. وفقًا للندن نفسه، «جزء كبير من ذئب البحر هو تطور وهمي، ولكن الأساس هو ألكسندر ماكلين». وُلد القبطان أليكس ماكلين، أو مكلين، في 15 مايو عام 1858 في إيست باي، نوفا سكوشا. أبحر في منطقة شمال غرب المحيط الهادئ مع أخيه الكابتن دان ماكلين. كان ماكلين في فترة ما مأمور مدينة «نوم» في ألاسكا. حافظ القباطنة على روابطهم مع جزيرة كيب بريتون، على الرغم من أنهم قضوا معظم حياتهم في الإبحار في ساحل المحيط الهادئ وأن لديهم أحفاد أحياء.
استخدم لندن، الذي أطلق عليه أصدقاؤه المقربون اسم «ذئب» ، صورة ذئب على رقعة كتابه، وسمّى قصره وولف هاوس (بيت الذئب).
تضمنت نية لندن في كتابته ذئب البحر «هجومًا على فلسفة الإنسان الخارق (لنيتشه)». ذُكر نيتشه وشوبنهاور في الجملة الثانية من الرواية باعتبار أن كتبهما من ضمن القراءات المفضلة للصديق همفري فان وايدن الذي زاره قبل تحطم السفينة. تحتوي الرواية أيضًا على إشارات إلى هربرت سبنسر في الفصلين 8 و10، وتشارلز داروين في الفصول 5 و6 و10 و13، وعمر الخيام في الفصول 11 و17 و26، وشكسبير في الفصل 5، وجون ميلتون في الفصل 26.
تحتوي حبكة الرواية على بعض أوجه التشابه المبدئية مع قباطنة شجعان لروديارد كبلينغ، إذ إن في كل منهما شاب ثري وخامل يُنقذ من البحر ويُخطف ثم يتحول إلى بحار عامل. مع ذلك، تختلف القصتان على نطاق واسع في الحبكة والنبرة الأخلاقية.

## روابط خارجية
- ذئب البحر على موقع الموسوعة البريطانية (الإنجليزية)